# 오시마 야스아키
오시마 야스아키(일본어: 大島 康明, 1981년 9월 1일 ~ )는 일본의 전 축구 선수이자 현 축구 지도자로 현역 시절 비셀 고베, 도쿠시마 보르티스, 기라반츠 기타큐슈에서 활약했으며 현재 J3리그 FC 기후의 감독을 맡고 있다.

## 구단 경력
2000년 J1리그의 비셀 고베에 입단하였다. 2001년 일본 풋볼 리그의 오츠카 제약(도쿠시마 보르티스)로 이적했다. 2004년 일본 풋볼 리그 우승으로 J2리그로 승격하였다. 2009년까지 185경기에 나서 69득점을 넣었다. 2009년 9월 일본 풋볼 리그의 뉴웨이브 기타큐슈(기라반츠 기타큐슈)로 이적했다. 2009년 일본 풋볼 리그 4위를 기록하여 J2리그로 승격하였다. 2012년후 현역 은퇴.

## 지도자 경력
2021년 가고시마 유나이티드 FC의 감독으로 취임하였다. 2023년부터 2024년까지 가고시마 유나이티드 FC에서 감독을 맡았다.